# Diloponis inconspicuus
Diloponis inconspicuus is een keversoort uit de familie lieveheersbeestjes (Coccinellidae). De wetenschappelijke naam van de soort is voor het eerst geldig gepubliceerd in 1962 door Pope.